# Ken Mattingly
Ken Mattingly (født 17. marts 1936 i Chicago, død 31. oktober 2023) var en amerikansk astronaut, der var i rummet tre gange. 
Han skulle have været med ud i rummet med Apollo 13, men blev inden missionen skiftet ud med John Swigert, fordi han muligvis var syg.